# Ottobono del Carretto
Ottobono del Carretto (fl. XIV secolo) è stato un vescovo cattolico italiano, vescovo di Ferrara nel 1304 e vescovo di Acqui a partire dal 1335 circa.

## Biografia
Ottobono del Carretto e dei marchesi di Incisa viene citato per la prima volta alla fine del 1200 quando, nel contesto della controversia tra il capitolo della cattedrale di Acqui che vedeva contrapposto un vescovo nominato dal papa, Oglerio, a un vescovo eletto dal chierici acquesi, Dardanello, papa Bonifacio VIII provò a proporre l'allora arcidiacono di Liegi Ottobono come possibile nomina neutrale, cosa che però non avvenne per il rifiuto del diretto interessato.
Il 9 gennaio 1304 Ottobono fu nominato vescovo di Ferrara da papa Benedetto XI, incarico a cui però rinuncerà nel giro di qualche mese.
Alla morte del suo predecessore il capitolo di Acqui lo invitò a prendere possesso della cattedra vescovile della diocesi ma ancora nel 1338 la diocesi era retta dal vicario capitolare Percivalle del Carretto, fratello del vescovo.
L'assenza del vescovo pare da ricondursi al fatto che a Roma, per via delle sue rinunce, si fosse fatto la nomea del "disertore" e dunque in un primo momento la curia si sia rifiutato di accettare la sua elezione.
La situazione probabilmente era rientrata già nel 1240 in quanto in quell'anno si qualificava "vescovo eletto e confermato" nel documento in cui investì del castelletto di Acqui e dei suoi beni il nuovo marchese del Monferrato Giovanni II. Nello stesso anno dovette affrontare il problema dell'occupazione del castello di Bistagno da parte del marchese di Ponzone, al quale dovette cedere per dieci anni i diritti che la mensa vescovile riceveva da Melazzo a pagamento del riscatto del bene.
Non si hanno notizie su ulteriori rinunce da parte del vescovo e la data della sua morte rimane sconosciuta. Il suo successore sulla cattedra acquese fu eletto il 18 luglio 1342.